# إيست لانسنغ
إيست لانسنغ هي مدينة في ولاية ميشيغان في الولايات المتحدة. عدد سكانها تقريبا 48 الف نسمة حسب إحصائية عام 2010. هي مدينة باردة تصل درجة البرودة في الشتاء 31 تحت الصفر. يعتبر الطقس الدافئ بها لمدة أربعة أشهر والثمانية الأشهر الأخرى الطقس يكون بارد. يوجد بها واحد من أكبر حرم جامعي في الولايات المتحدة الأمريكية ومقر أحد أقوى فرق كرة القدم الأمريكية على مستوى الجامعات فريق المحاربون التابع لجامعة ولاية ميشيغان. كما يقع متحف جامعة ولاية ميشيغان فيها وبها عدد كبير من البحيرات، كما تنتشر بها عدد من المكتبات والحدائق الفنادق والمطاعم الهندية والمكسيكية والعربية والصينية. وهي مدينة جامعة ولاية ميشيغان. يتوفر محكمة للمطالبات ذات القيمة الصغيرة. ومن ناحية النقل العام فهناك شبكة كبيرة من الباصات.

## التركيبة السكانية
قام مكتب تعداد الولايات المتحدة بتحديد بيانات التركيبة السكانية لإيست لانسنغفي تعداد الولايات المتحدة. في ما يلي، التركيبة السكانية حسب تعدادي 2000 و2010.

### تعداد عام 2000
بلغ عدد سكان إيست لانسنغ 46,525 نسمة بحسب تعداد عام 2000، وبلغ عدد الأسر 14,390 أسرة وعدد العائلات 5,094 عائلة مقيمة في المدينة.
وتوزع التركيب العرقي للمدينة بنسبة 80.91% من البيض و 0.33% من الأمريكيين الأصليين و 8.21% من الأمريكيين ذوي الأصول الآسيوية و 0.08% من سكان جزر المحيط الهادئ و 7.40% من الأمريكيين الأفارقة و 2.12% من عرقين مختلطين أو أكثر.
بلغ عدد الأسر 14,390 أسرة كانت نسبة 16.1% منها لديها أطفال تحت سن الثامنة عشر تعيش معهم، وبلغت نسبة الأزواج القاطنين مع بعضهم البعض 27.6% من أصل المجموع الكلي للأسر، ونسبة 5.7% من الأسر كان لديها معيلات من الإناث دون وجود شريك، وكانت نسبة 64.6% من غير العائلات. تألفت نسبة 36.2% من أصل جميع الأسر من أفراد ونسبة 7.2% كانوا يعيش معهم شخص وحيد يبلغ من العمر 65 عاماً فما فوق. وبلغ متوسط حجم الأسرة المعيشية 2.82، أما متوسط حجم العائلات فبلغ 2.22.
بلغ العمر الوسطي للسكان 22 عاماً. وكانت نسبة 9.0% من القاطنين تحت سن الثامنة عشر، وكانت نسبة 58.6% بين الثامنة عشرة والأربعة وعشرين عاماً، ونسبة 16.4% كانت واقعةً في الفئة العمرية ما بين الخامسة والعشرين والأربعة وأربعين عاماً، ونسبة 9.9% كانت ما بين الخامسة والأربعين والرابعة والستين، ونسبة 6.0% كانت ضمن فئة الخامسة والستين عاماً فما فوق. يوجد لكل 100 أنثى 92.7 ذكر، ويوجد لكل 100 أنثى في الثامنة عشر من عمرها فما فوق 91.7 ذكر.
وكان متوسط دخل الذكور 43,767 دولار مقابل 30,556 دولار للإناث. وسجل دخل الفرد الخاص بالمدينة 16,333 دولار. وكانت نسبة 11.0% من العائلات ونسبة 34.8% من السكان تحت خط الفقر، وكان من هؤلاء نسبة 13.8% تحت سن الثامنة عشر ونسبة 3.7% في الخامسة والستين من العمر وما فوق.

### تعداد عام 2010
بلغ عدد سكان إيست لانسنغ 48,579 نسمة بحسب تعداد عام 2010، وبلغ عدد الأسر 14,774 أسرة وعدد العائلات 4,811 عائلة مقيمة في المدينة. في حين سجلت الكثافة السكانية 3,574.6 نسمة لكل ميل مربع (1,380.2/كم2). وبلغ عدد الوحدات السكنية 15,787 وحدة بمتوسط كثافة قدره 1,161.7 لكل ميل مربع (448.5/كم2).
وتوزع التركيب العرقي للمدينة بنسبة 78.4% من البيض و 0.3% من الأمريكيين الأصليين و 10.6% من الأمريكيين ذوي الأصول الآسيوية و 6.8% من الأمريكيين الأفارقة و 2.9% من عرقين مختلطين أو أكثر.
بلغ عدد الأسر 14,774 أسرة كانت نسبة 13.8% منها لديها أطفال تحت سن الثامنة عشر تعيش معهم، وبلغت نسبة الأزواج القاطنين مع بعضهم البعض 24.7% من أصل المجموع الكلي للأسر، ونسبة 5.6% من الأسر كان لديها معيلات من الإناث دون وجود شريك، بينما كانت نسبة 2.2% من الأسر لديها معيلون من الذكور دون وجود شريكة وكانت نسبة 67.4% من غير العائلات. تألفت نسبة 33.3% من أصل جميع الأسر من أفراد ونسبة 7.6% كانوا يعيش معهم شخص وحيد يبلغ من العمر 65 عاماً فما فوق. وبلغ متوسط حجم الأسرة المعيشية 2.80، أما متوسط حجم العائلات فبلغ 2.23.
بلغ العمر الوسطي للسكان 21.6 عاماً. وكانت نسبة 7.5% من القاطنين تحت سن الثامنة عشر، وكانت نسبة 62.4% بين الثامنة عشرة والأربعة وعشرين عاماً، ونسبة 14.6% كانت واقعةً في الفئة العمرية ما بين الخامسة والعشرين والأربعة وأربعين عاماً، ونسبة 9.2% كانت ما بين الخامسة والأربعين والرابعة والستين، ونسبة 6.4% كانت ضمن فئة الخامسة والستين عاماً فما فوق. وتوزع التركيب الجنسي للسكان بنسبة 48.5% ذكور و51.5% إناث.